# Темрюк
Темрю́к (на руски: Темрюк) е град в Русия, административен център на Темрю́кския район в Краснодарския край. Населението му към 1 януари 2018 година е 40 755 души.

## Физико-географска характеристика
Темрю́к е разположен на брега на река Кубан, при вливането ѝ в Темрю́кския залив на Азовско море. Градът се намира на 130 километра от Краснодар и е най-големият град на Таманския полуостров. Темрю́к разполага с пристанище и железопътен транспорт.

## История
От дълбоки времена на територията на града съществува древно селище. Известно е, че в 1237 г. татарите построяват крепост, която през XIV век влиза в състава на държавата Генуа. През 1483 г. градът отново попада под властта на татарите, като тогава Темрю́к е известен с наименованието си Копа. В края на XVI век князът на Кабарда, в съюз с руските войски, издигат крепостта Нов Темрю́к . Той придобива статут на град в 1860 г.